# 渡邉一平
渡邉 一平（わたなべ いっぺい、1969年9月28日 - ）は、愛知県名古屋市出身の元サッカー選手。現役時代の登録名は渡辺 一平。

## 経歴
中学時代のサッカー部の後輩には一学年下に秋田豊、四学年下に岡山哲也がいる。
秋田豊とは中学3年生の時にセンターバックでコンビを組み、東海大会優勝も成し遂げた。
現役時代のポジションはDF（センターバック）。184cmの長身を活かしたヘディングが持ち味だった。和製バルデラマと呼ばれたこともあったが、それはプレイではなく髪型が似ていたため（現在の所属事務所のプロフィールにも元祖ボンバーヘッドと書かれている）。1993年Jリーグ開幕戦、エスパルスとの対戦では先発出場して勝利、1994年元旦の天皇杯決勝ではアントラーズ相手に決勝点を奪って優勝を果たした。1994-95年のアジアカップウィナーズカップ決勝では2ゴールを挙げて優勝に貢献した。
1995年には日本代表候補として選出された。
引退後はスポーツキャスター、サッカー解説者などを務め、2008年1月からは清水エスパルスユースコーチに就任し、2010年まで務めた。
高校の同期に元プロ野球選手の後藤孝志と元バレーボール選手の青山繁がいる。
2021年現在は、スカパー!やJ SPORTS、TOKYO MX、DAZNなどでサッカー解説者も務める。また、名前表記を「渡邉一平」としている。

## 所属クラブ
- 豊正中学校
- 中京高校
- 大阪商業大学
- 1992年-1995年 横浜フリューゲルス
- 1996年 ジュビロ磐田
- 1997年 ヴィッセル神戸
- 1998年 水戸ホーリーホック
- 1999年-2000年 横浜FC

## 個人成績
| 国内大会個人成績 | 国内大会個人成績 | 国内大会個人成績 | 国内大会個人成績 | 国内大会個人成績 | 国内大会個人成績 | 国内大会個人成績 | 国内大会個人成績  | 国内大会個人成績 | 国内大会個人成績 | 国内大会個人成績 | 国内大会個人成績 |
| 年度             | クラブ           | 背番号           | リーグ           | リーグ戦         | リーグ戦         | リーグ杯         | リーグ杯          | オープン杯       | オープン杯       | 期間通算         | 期間通算         |
| 年度             | クラブ           | 背番号           | リーグ           | 出場             | 得点             | 出場             | 得点              | 出場             | 得点             | 出場             | 得点             |
| 日本             | 日本             | 日本             | 日本             | リーグ戦         | リーグ戦         | リーグ杯         | リーグ杯          | 天皇杯           | 天皇杯           | 期間通算         | 期間通算         |
| ---------------- | ---------------- | ---------------- | ---------------- | ---------------- | ---------------- | ---------------- | ----------------- | ---------------- | ---------------- | ---------------- | ---------------- |
| 1992             | 横浜F            | -                | J                | -                | -                | 0                | 0                 |                  |                  |                  |                  |
| 1993             | 横浜F            | -                | J                | 28               | 3                | 4                | 0                 | 2                | 1                | 34               | 4                |
| 1994             | 横浜F            | -                | J                | 16               | 1                | 2                | 1                 | 0                | 0                | 18               | 2                |
| 1995             | 横浜F            | -                | J                | 25               | 1                | -                | -                 | 0                | 0                | 25               | 1                |
| 1996             | 磐田             | -                | J                | 0                | 0                | 0                | 0                 |                  |                  |                  |                  |
| 1997             | 神戸             | 2                | J                | 18               | 0                | 2                | 0                 | 0                | 0                | 20               | 0                |
| 1998             | 水戸             | 37               | 旧JFL            | 7                | 1                | -                | -                 | 0                | 0                | 7                | 1                |
| 1999             | 横浜FC           | 20               | JFL              | 9                | 1                | -                | -                 | 3                | 1                | 12               | 2                |
| 2000             | 横浜FC           | 20               | JFL              | 15               | 1                | -                | -                 | 2                | 0                | 17               | 1                |
| 通算             | 日本             | 日本             | J                | 87               | 5                | 8                | 1\|\|\|\|\|\|\|\| |                  |                  |                  |                  |
| 通算             | 日本             | 日本             | 旧JFL            | 7                | 1                | -                | -                 | 0                | 0                | 7                | 1                |
| 通算             | 日本             | 日本             | JFL              | 24               | 2                | -                | -                 | 5                | 1                | 29               | 3                |
| 総通算           | 総通算           | 総通算           | 総通算           | 118              | 8                | 8                | 1\|\|\|\|\|\|\|\| |                  |                  |                  |                  |

その他の公式戦
- 1994年
  - スーパーカップ 1試合0得点

## 代表歴
- 1989年 バルセロナオリンピック日本代表候補
- 1995年 日本代表候補

## 指導歴
- 2002年-2003年　FC湘南辻堂
- 2003年-2004年　FC湘南JY
- 2005年-2007年　日本大学サッカー部：コーチ
- 2008年-2010年 清水エスパルス: ユースコーチ
- 2011年-2013年 日本大学サッカー部：コーチ[4]